# Hon (jednotka)
Hon (pro české míry též honec) je stará česká jednotka délky a plošného obsahu nebo starověká egyptská jednotka objemu. Její velikost není zcela přesně známa, existuje několik alternativních hodnot. 

## Starověká dutá míra
Jeden egyptský hon činil přibližně 0,5 litru 

## České jednotky

### Konkrétní hodnoty délky
- podle zemských desk : jeden hon = 5 provazců po 52 loktech, tedy 260 loktů = 153,8 metru
- podle Hájkovy kroniky : jeden hon = 5 provazců po 42 loktech, tedy 210 loktů = 124,2 metru
- podle Kottova slovníku: jeden hon = délka 125 krokův (eine Strecke von 125 Schritten), (str. 458)[1]

### Neurčité hodnoty délky
- vzdálenost, kterou by uběhl člověk, aniž by si odpočinul; staročeská jednotka zavedená Přemyslem Otakarem II.[2]
- vzdálenost, jež odpovídala 60 otočkám kolečka pluhu

### Jednotka plošného obsahu
- jeden hon = jedno staročeské jitro = 2837 metru čtverečního
- jeden hon = 3783 metru čtverečního
- podle Hájkovy kroniky jeden hon = jedno jitro a rovnal se plošnému obsahu obdélníka o stranách jednoho délkového honu na délku a jednoho provazce o velikosti 42 loktů na šířku (tedy 10920 nebo 8820 čtverečních loktů), což odpovídalo 3821 metrů čtverečních nebo 3086 metrů čtverečních (čili velmi zhruba od 0,3 až do 0,4 hektaru)